# Simon Vissering

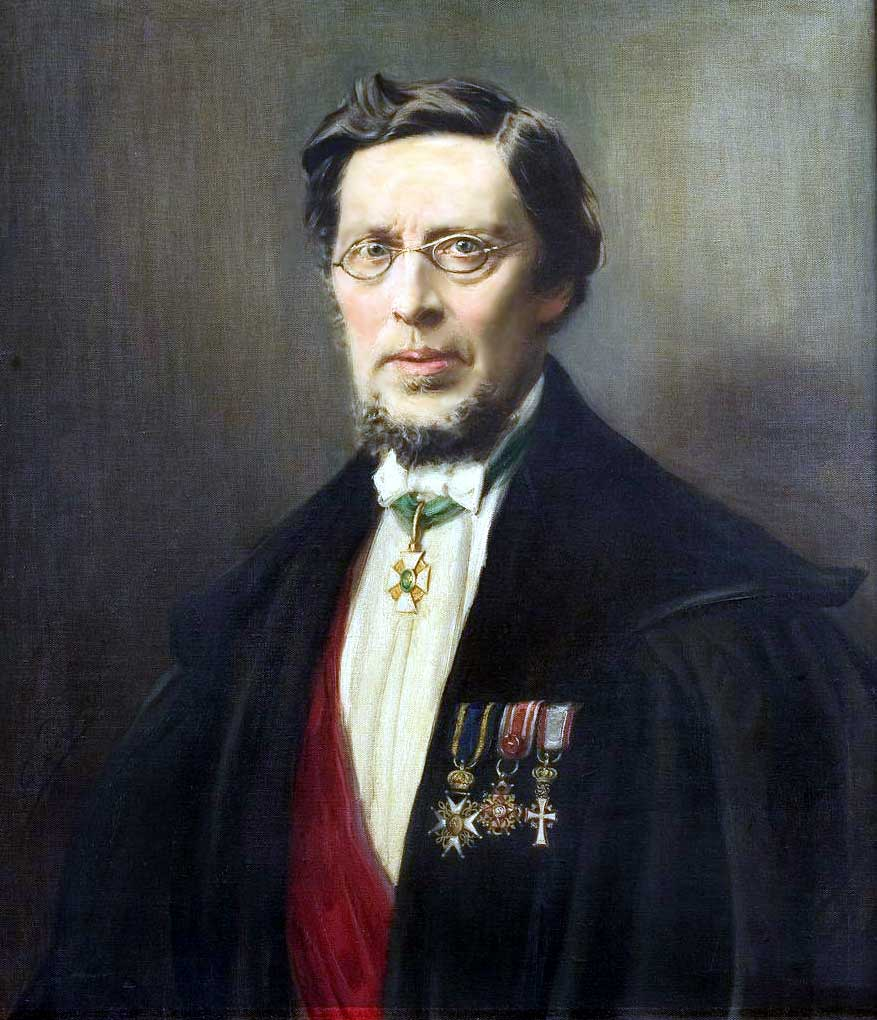
Simon Vissering

Simon Vissering (* 23. Juni 1818 in Amsterdam; † 21. September 1888 in Ellecom) war ein niederländischer Nationalökonom und Statistiker.

## Leben
Vissering stammte aus einem deutschen ostfriesischen Kaufmannsgeschlecht. Sein Vater Willem Vissering (* 16. April 1792 in Leer, † 30. September 1856 in Zeist) zog nach Amsterdam, wo seine Frau Debora (Simons) Menalda (* 6. September 1794 in Bolsward, † 29. März 1821 in Amsterdam) Simon als zweites Kind zur Welt brachte. In Amsterdam hatte Simon die Lateinschule besucht und ab 1835 das Athenaeum Illustre Amsterdam frequentiert. Am 8. Juni 1837 immatrikulierte er sich an der Universität Leiden, wo er ab 1839 unter anderem die Vorlesungen von Petrus Hofman Peerlkamp, John Bake, Cornelis Jacobus van Assen und Johan Rudolf Thorbecke hörte. Am 20. Juni 1842 promovierte er mit der Abhandlung Quaestiones Plautinae zum Doktor der Rechte und Literatur.
1843 ließ er sich als Anwalt in seiner Heimatstadt nieder und setzte hier seine literarischen und ökonomischen Studien fort. Während jener Zeit erschienen zahlreiche Artikel im Amsterdamer Allgemeinen Handelsblatt, im Journal de Grid und er war als Redakteur beim Amsterdam’schen Courant tätig. Am 18. Januar 1850 wurde er per königlichen Beschluss zum Professor der politischen Ökonomie an die juristische Fakultät der Universität Leiden berufen, welches Amt er am 23. März 1850 mit der Rede over vrijheid, het grondbeginsel der staathuishoudkunde antrat. Er gab Vorlesungen zur politischen Ökonomie, Statistik und politischen Geschichte, was eine große Zahl von Zuhörern anzog.
Diese Anziehung verstärkte sich, als er sein Handboek der praktische staathuishoudkunde (frei deutsch übersetzt: Handbuch der praktischen politischen Ökonomie) veröffentlichte, was das erste umfassende niederländische Lehrbuch zur Ökonomie war.  Auch auf dem Gebiet der Statistik hatte Vissering einige Abhandlungen verfasst. Zudem beteiligte sich Vissering an den organisatorischen Aufgaben der Leidener Hochschule und war 1855/56 Rektor der Universität Leiden. 1859 wurde er in die Statistische Zentralkommission berufen. Ab 18. August 1879 war er Finanzminister im Kabinett Van Lynden van Sandenburg. Da er auf sein Lehramt verzichtete, wurde er am 8. September 1879 per königlichem Beschluss aus seiner Professur emeritiert.
Am 25. Mai 1881 gab Vissering sein ministeriales Amt auf und zog sich ins Privatleben zurück. Am 21. Februar 1882 wurde er Curator der Leidener Hochschule. Während seiner Lebenszeit hatte er auch Anerkennung erfahren. Am 13. November 1869 wurde er Ritter des Ordens vom niederländischen Löwen und man ernannte ihn zum Großoffizier des Ordens von der Eichenkrone. Am 7. Mai 1861 wurde er Mitglied der königlichen niederländischen Akademie der Wissenschaften und auch Mitglied der Gesellschaft der niederländischen Literatur in Leiden. Er verstarb in seinem sommerlichen Landsitz Ellinchem in dem Dorf Ellecom.

## Familie
Am 16. Dezember 1847 heiratete Vissering in Amsterdam Grietje Cornelis Corver (* 7. August 1825 in Amsterdam; † 6. Juli 1898 Den Haag), die Tochter von Cornelis Pieterzoon Corver (1794–1854) und der Alexandra Couttis Alma (1804–1871). Aus der Ehe stammen 12 Kinder, von welchen sieben das Erwachsenenalter erreichten. Man kennt die Kinder:
- Alexandrina Vissering († 11. April 1897 in Arnhem) verheiratet 1872 mit dem Banker Johan de Rouville († 3. August 1878 in Rhenen)
- Willem Vissering, (* 18. Januar 1851 in Leiden, † 20. Januar 1931 in Den Haag) schrieb On chinese currency (1877), später Sekretär und Rat des Schienenwesens
- Johanna Vissering verheiratet 15. Juni 1880 in Rheden mit Carel Jan Adriaan Spiering (* Tiel)
- Jacobus David Vissering später Postdirektor in Elst
- Cornelia Margaretha Vissering
- Laura Adriana Vissering
- Gerard Vissering (* 1. März 1865 in Leiden; † 19. Dezember 1937 in Bloemendaal) später Präsident der Niederländischen Bank

## Werke (Auswahl)
- Quaestiones Plautinae. Amsterdam 1842
- Eenige opmerkingen ter zake der aardappelziekte. Door S.V. Amsterdam 1845
- Friedrich Schiller, eene levensschets. Amsterdam 1845 (Übersetzung)
- Redevoering over de voorgenomen hervorming in het Eng. tarief van inkomende rechten. Amsterdam 1846 (Übersetzung)
- Over de landverhuizing in het algemeen en die naar Ned. Indië in het bijzonder: een woord tot den heer S.V. door den schrijver van: Wat moet het zwaarste wegen?  Deventer 1847
- Geschiedenis der tariefhervorming in Engelland. Amsterdam 1847
- De vereischten van een volksboek over de pligten en regten van den Ned. staatsburger. Uitg. vanwege de Amstelsocieteit. Amsterdam 1850 (zugeschrieben)
- Het wisselregt der 19e eeuw. Naar aanl. van de Allg. Deutsche Wechsel-Ordnung. Amsterdam 1850
- Handboek van praktische staatshuishoudkunde. Amsterdam 1860–1865 3. Bde., 1867 2. Bde., 1872, 1878
- Handleiding tot het statistisch onderzoek. Utrecht 1857
- Een woord ter toelichting van het vraagstuk betreffende de onteigening voor de spoorweg van Leiden naar Woerden.Leiden 1861
- Nog een woord over het vraagstuk betreffende de onteigening van de spoorweg van Leiden naar Woerden. Leiden 1862
- De grondtrekken van het Ned. staatsbestuur. Haarlem 1863
- Herinneringen. Sammlung kleinerer Schriften. Amsterdam 1863–1872 (drei Bände)
- De hand des menschen. Feestrede. Leiden 1867
- Onze Grondwet. Feestrede. Amsterdam 1873
- Handleiding tot het statistisch onderzoek. Utrecht 1875
- Onpersoonlijke amendementen op het ont- werp van wet tot regeling van het hooger onderwijs. Leiden 1876, (anonym)